# Anna Magnani
Anna Magnani (7. března 1908 – 26. září 1973) byla italská herečka, přední osobnost italské kinematografie 20. století. Proslavila se svými výkony zejména ve filmech Řím, otevřené město, Nejkrásnější, Mamma Roma a The Rose Tattoo (~Tetovaná růže). Ta jí v roce 1955 vynesla Oscara za nejlepší ženský herecký výkon hlavní roli jako první neanglicky mluvící herečce.

## Život

### Mládí a divadelní začátky
Narodila se v Římě jako nemanželské dítě mladé švadleny Mariny Magnani, která ji nechala v péči babičky a odešla do Egypta s rakouským obchodníkem. Svého biologického otce nikdy nepoznala. Anna vyrůstala v babiččině domě, kde žilo pět tet a strýc. S matkou udržovala jen sporadické kontakty a svou o čtyři roky mladší nevlastní sestru potkala poprvé při návštěvě Egypta, když jí bylo 15 let. Nejdůležitější osobou jejího dětství byla babička. Krátce studovala v internátní škole francouzských jeptišek, ale v roce 1924 přestoupila na Akademii sv. Cecilie, kde dva roky studovala hru na klavír. Babiččina smrt v roce 1926 znamenala konec jejího dětství a z Anny se stala sebevědomá osobnost, která jde za svým cílem.
V lednu 1927 začala navštěvovat školu uměleckého přednesu na Akademii dramatických umění v Římě. Její herecký talent se projevil velmi brzy a v následujících osmi letech hrála v různých divadelních společnostech po celé Itálii. Vystupovala také v kabaretu a divadelních revuích.
V roce 1935 se Magnani provdala za režiséra Goffreda Alessandriniho, ale po sedmi letech bouřlivého vztahu se manželství rozpadlo. Úředně rozvedeno bylo ale až v roce 1973, dva týdny před smrtí herečky. V roce 1940 navázala vztah s mladým hercem Massimem Seratem, který však skončil po narození syna Lucy na podzim 1942. O dva roky později chlapec onemocněl dětskou obrnou. Posílena náboženskou vírou Magnani věnovala mnoho úsilí péči o syna a zmírnění následků nemoci, i když to znamenalo jeho časté pobyty v sanatoriu a odloučení od matky. Luca Magnani se přes své tělesné postižení stal architektem, oženil se a má dceru Olivii.

### Filmová kariéra
V roce 1928 se Anna Magnani objevila v němém filmu Augusta Geniny Scampolo, který byl adaptací stejnojmenné divadelní hry. Pravidelně začala filmovat od roku 1934. Po menších rolích dostala příležitost vytvořit hlavní postavu ve filmu režiséra Vittoria De Sicy Zamilovaná nevinnost (Teresa Venerdì) z roku 1941.
Průlom v její herecké kariéře nastal v roce 1945 s filmem režiséra Roberta Rosselliniho Řím, otevřené město (Roma città aperta), který je obecně považován za první komerčně úspěšný film italského neorealismu. Magnani za svůj výkon získala první ocenění Nastro d'argento (Stříbrná stuha) a stala se hvězdou. Dokonce i významný magazín Life ji popsal jako „jednu z nejpůsobivějších hereček od dob Grety Garbo“. Magnani dále rychle za sebou natočila další filmy. V té době žila s Rossellinim, ale jejich vztah skončil v roce 1949 kvůli podstatně slavnější americké herečce Ingrid Bergmannové. Ještě spolu natočili povídkový film Láska (Amore, 1948).
V roce 1947 získala svou druhou cenu Nastro d'argento a cenu pro nejlepší herečku na Mezinárodním filmovém festivalu v Benátkách za film L'onore Angelina režiséra Luigiho Zampy. Další významné role počátkem padesátých let vytvořila ve filmech Nejkrásnější (Bellissima, 1951) režiséra Luchina Viscontiho a Zlatý kočár (La carrozza d'oro, 1952) Jeana Renoira. Do roku 1956 získala ještě třikrát cenu Nastro d'argento. Typické pro ni byly postavy žen z lidu, které dovedla ztvárnit v komické i tragické poloze. Její herecký styl, temperamentní a živelný projev i charakteristická gesta ovlivnil mnoho hereček celého světa, například Meryl Streepovou.
Tento úspěch ji katapultoval do Hollywoodu a její první americký film The Rose Tattoo (Tetovaná růže) na motivy divadelní hry Tennessee Williamse z ní skutečně udělal hollywoodskou hvězdu. Za roli sicilské ženy Serafiny provdané do Spojených států dostala Oscara v roce 1955 a rovněž cenu BAFTA a Zlatý glóbus. Další výrazný úspěch jí přinesl výkon ve filmu Wild Is the Wind z roku 1957. Byla nominována na Oscara a získala svého prvního Donatellova Davida. V roce 1960 se naposledy vrátila do Hollywoodu, aby si zahrála po boku Marlona Branda a Joanne Woodwardové ve filmu Sidneyho Lumeta Sestup Orfeův (The Fugitive Kind). Roli nešťastné manželky speciálně pro ni napsal Tennessee Williams.
Poté, co v roce 1960 odmítla roli ve filmu Horalka, dostala hlavní roli ve filmu Mamma Roma (1962) režiséra Piera Paola Pasoliniho. Film dosáhl velkého úspěchu u diváků a kritiků zejména ve Francii. Magnani v šedesátých letech natočila ještě několik filmů, z nichž nejúspěšnější byla válečná komedie Tajemství Santa Vittorie (Il segreto di Santa Vittoria, 1969), která jí přinesla nominaci na Zlatý glóbus. V roce 1965 se vrátila na divadelní prkna ve hře Vlčice Giovanniho Vergy v režii Franca Zeffirelliho. S úspěšnou inscenací jezdila následujících pět let po Evropě. V roce 1971 začala její spolupráce s televizí, během které ve čtyřech filmech vytvořila role italských žen napsané speciálně pro ni. Naposledy se objevila v epizodické roli ve filmu Roma Federica Felliniho v roce 1972. V té době již bojovala s rakovinou slinivky, které podlehla 26. září 1973 ve věku 65 let na klinice v Římě. Pohřbu v kostele Santa Maria Sopra Minerva přihlížely tisíce lidí. Od roku 1988 jsou její ostatky uloženy v rodinné kapli na hřbitově San Felice Circeo v Římě.
Jako jediná italská herečka se dostala do první desítky v anketě Největší Ital všech dob (italská obdoba ankety 100 největších Britů).

## Filmografie
| Rok  | Film                                                    | Role                            |
| ---- | ------------------------------------------------------- | ------------------------------- |
| 1928 | Scampolo                                                |                                 |
| 1934 | La Cieca di Sorrento                                    | Anna                            |
| 1934 | Tempo massimo                                           | Emilia                          |
| 1935 | Quei due                                                |                                 |
| 1936 | Cavalleria                                              | Fanny                           |
| 1936 | Trenta secondi d'amore                                  |                                 |
| 1938 | La Principessa Tarakanova                               | Marietta                        |
| 1940 | Una Lampada alla finestra                               | Ivana                           |
| 1941 | Teresa Venerdì                                          | Maddalena Tentini/Loretta Prima |
| 1941 | La Fuggitiva                                            | Wanda Reni                      |
| 1942 | La Fortuna viene dal cielo                              | Zizì                            |
| 1942 | Finalmente soli                                         | Ninetta                         |
| 1943 | L'ultima carrozzella                                    | Mary Dunchetti                  |
| 1943 | Gli Assi della risata                                   |                                 |
| 1943 | Campo de' fiori                                         | Elide                           |
| 1943 | La Vita è bella                                         | Virginia                        |
| 1943 | Avventura di Annabella                                  | La mondana                      |
| 1944 | Il Fiore sotto gli occhi                                | Maria Comasco                   |
| 1945 | Abbasso la miseria!                                     | Nannina Straselli               |
| 1945 | Řím, otevřené město (Roma, città aperta)                | Pina                            |
| 1945 | Quartetto pazzo                                         | Elena                           |
| 1946 | Abbasso la ricchezza!                                   | Gioconda Perfetti               |
| 1946 | Il Bandito                                              | Lidia                           |
| 1946 | Avanti a lui tremava tutta Roma                         | Ada                             |
| 1946 | Lo Sconosciuto di San Marino                            | Liana                           |
| 1946 | Un Uomo ritorna                                         | Adele                           |
| 1947 | Onorevole Angelina                                      | Angelina Bianchi                |
| 1948 | Assunta Spina                                           | Assunta Spina                   |
| 1948 | L'Amore                                                 | Nanni                           |
| 1948 | Molti sogni per le strade                               | Linda                           |
| 1950 | Volcano                                                 | Maddalena Natoli                |
| 1951 | Bellissima                                              | Maddalena Cecconi               |
| 1952 | Camicie rosse                                           | Anita Garibaldi                 |
| 1952 | Le Carrosse d'or                                        | Camilla                         |
| 1955 | The Rose Tattoo                                         | Serafina Delle Rose             |
| 1955 | Carosello del varietà                                   |                                 |
| 1957 | Wild Is the Wind                                        | Gioia                           |
| 1957 | Suor Letizia                                            | Sestra Letizia                  |
| 1957 | Nella città l'inferno                                   | Egle                            |
| 1959 | The Fugitive Kind                                       | Lady Torrance                   |
| 1960 | Risate di gioia                                         | Gioia Fabbricott                |
| 1962 | Mamma Roma                                              | Mamma Roma                      |
| 1969 | Tajemství Santa Vittorie (The Secret of Santa Vittoria) | Rosa                            |
| 1971 | 1870                                                    | Tersa Parenti                   |
| 1972 | Řím (Roma)                                              | sama sebe                       |